# 劉孜
劉孜（1977年11月13日—），女，汉族，贵州遵义人，中國演員，电视主持人，畢業於北京電影學院表演系學士、表演學碩士（2006年9月入學，2009年取得碩士學位）。

## 演出作品

### 電視劇
- 《花木兰》飾 庄小倩
- 《亲密爱人》
- 1997年：《危情時刻》
- 1997年：《女巡按之真假公主》飾 洪平安
- 1997年：《神雕俠侶》飾 陸無雙
- 1998年：《金融風暴》
- 1998年：《財神到之財神疼好人》
- 1998年：《簽約季節》
- 1999年：《俠女闖天關》
- 2000年：《永遠有多遠》
- 2000年：《光荣之旅》
- 2000年：《濠江有情》
- 2001年：《曼穀雨季》
- 2001年：《白領公寓》
- 2001年：《我這一輩子》
- 2002年：《黑柬》
- 2002年：《布衣知縣梵如花》
- 2003年：《透明的天空》
- 2003年：《中國故事》
- 2003年：《另一張臉》
- 2004年：《還我清白》
- 2004年：《阻擊罪惡》
- 2007年：《讓愛自由》
- 2007年：《娶你不后悔》
- 2007年：《洪湖赤卫队》饰韩英
- 2008年：《鹿鼎記》饰方怡(黃曉明版)
- 2008年：《狙擊手》
- 2010年：《西游记》饰 铁扇公主
- 2015年：《玫瑰炒肉丝》(2012年拍攝)
- 2015年：《老婆大人是80后》
- 2018年：《上海女子圖鑑》(網絡劇)饰 斯嘉麗
- 2019年：《少年派》饰 裴音
- 2019年：《遇见幸福》饰 萧晴
- 2020年：《了不起的女孩》饰 宋妍
- 2021年：《白玉思无瑕》(網絡劇)饰  秋海棠(客串)
- 2022年：《少年派(第二季)》饰 裴音(客串)
- 2022年：《她们的名字》饰 刘院長
- 2023年：《非凡医者》饰  马兰
- 2023年：《脱轨》(網絡劇)饰 范筱筱
- 2024年：《梦想城》 饰 楚西子
- 2025年：《焕羽》 饰 王安娜
- 待播：《上海五虎》饰 胡可
- 待播：《在不安的世界安静的活》

### 電影
- 1998年：《愛上你就別想跑》
- 2003年：《情牽一線》
- 2004年：《心急吃不了熱豆腐》
- 2012年：《我和你》
- 2013年：《等风来》

### 綜藝節目
- 2014年《星廚駕到第一季》

### 話劇
- 2007年：《北京大爺》

## 其他

### 主持
- 1999年~2000年：北京電視臺《欢乐总动员》主持人
- 2000年：柯达奥运行
- 2001年：北京春节晚会
- 2002年-2003年：江苏电视台大型歌会《当红不让》中担任主持人
- 2004年：春节晚会开场嘉宾

### 廣告代言人
- 松下電器
- 惠普打印機
- 中國聯通

### 榮譽
- 2007年：綠色形象大使。[1]

## 延伸阅读
[在维基数据编辑]
 《明史卷一百五十九》，出自《明史》